# 塔爾欣神廟
塔爾欣神廟（馬爾他語發音:tɐrˈʃɪːn）是位於馬爾他塔爾欣的古代建築遺址。年代約在公元前3150年 。1992年聯合國教科文組織將此遺址以及其他馬耳他巨石神廟列為世界遺產。

## 簡介
塔爾欣神廟由三個分開但附屬的寺廟結構組成。 主入口1956年開始重建，恢復了當時整個場地。 同時，現場發現的許多裝飾板塊轉移到馬爾他國家考古博物館室內保護。 南廟的歷史可追溯到約公元前3100年，是馬耳他神廟中最精緻的。中廟年代在公元前3000年左右，有三對半圓形後殿結構。東廟的年代約在公元前3100年。再東邊還有另一座較小但更古老的寺廟，年代約在公元前3250年。
遺址中有大量複雜的石雕，包括祭壇上的家畜浮雕，用螺旋設計和其他圖案裝飾的屏幕。南廟和中廟之間的一個房間上也有公牛和母豬的浮雕，顯示高超的工藝。

### 建築功能
遺址的挖掘顯示這裡被廣泛用於儀式，可能涉及動物獻祭。此外，在南廟的中心發現了火葬的證據，是該地點也被當作青銅器時期火葬墓地的指標。特別有趣的是，塔爾欣神廟遺址也提供了巨石建築是如何構建的線索：有石滾筒遺留在南廟外。

## 外部連結
- 教科文組織世界遺產中心 （页面存档备份，存于）
- 官方旅遊資訊 （页面存档备份，存于）
- 馬爾他群島國家文化遺產